# Acanthomeridion
Acanthomeridion és un gènere d'artròpodes extints que visqueren durant el Cambrià en allò que avui en dia és la Xina. Se n'han trobat restes fòssils als esquistos de Maotianshan. El 1997 fou assignat a la família monotípica dels acantomerídids. És conegut a partir de vuit espècimens, tots trobats a la Xina.

## Morfologia
Acanthomeridion mesurava uns 35 mm de llargada i tenia onze segments dotats d'espines que apuntaven cap enrere. El cap tenia galtes lliures separades de la resta del cap per unes sutures, igual que en els trilobits. A banda d'això, no és clar quines eren les seves afinitats taxonòmiques. Alguns espècimens trobats fa menys, pertanyents a l'espècie A. anacanthus, presenten diverticles intestinals com els que tenen els artiòpodes. Encara no se n'han descobert fòssils que incloguin les potes, però es creu que era un animal birami i que la part superior de les potes és on es trobaven les brànquies. Com que no se n'han trobat potes, es desconeix si vivia al fons del mar o nedava per l'aigua. Tot i que el seu cos fusiforme sembla apuntar que era un nedador, no es pot determinar amb certesa.

## Taxonomia
Es considera que Acanthomeridion és un artiòpode primitiu. Alguns estudis l'han relacionat amb els petalopleures o els xandarèl·lids, però una avaluació més recent de Hou, Williams i col·laboradors, que incloïa els espècimens trobats fa menys, indica que es tracta del membre més basal del clade Artiopoda.